# Zones boisées et zones humides de la Vallée du Molenbeek dans le Nord-Ouest de la Région bruxelloise
Zones boisées et zones humides de la Vallée du Molenbeek dans le Nord-Ouest de la Région bruxelloise este o arie protejată (arie specială de conservare — SAC, sit de importanță comunitară — SCI) din Belgia întinsă pe o suprafață de 116 ha, integral pe uscat.

## Localizare
Centrul sitului Zones boisées et zones humides de la Vallée du Molenbeek dans le Nord-Ouest de la Région bruxelloise este situat la coordonatele 50°52′57″N 4°18′20″E / 50.8825°N 4.3055°E.

## Înființare
Situl Zones boisées et zones humides de la Vallée du Molenbeek dans le Nord-Ouest de la Région bruxelloise a fost declarat sit de importanță comunitară în aprilie 1996 pentru a proteja 3 specii de animale. Situl a fost protejat și ca arie specială de conservare în aprilie 2016.

## Biodiversitate
Situată în ecoregiunea atlantică, aria protejată conține 7 habitate naturale: Lacuri eutrofice naturale cu vegetație de tip Magnopotamion sau Hydrocharition, Liziere de ierburi înalte hidrofile de câmpie și de nivel montan până la alpin, Fânețe de joasă altitudine (Alopecurus pratensis, Sanguisorba officinalis), Izvoare petrifiante cu formare de travertin (Cratoneurion), Păduri de fag acidofile atlantice, cu subarboret de Ilex și, uneori, de asemenea, Taxus, la nivelul arbuștilor (Quercion robori-petraeae sau Ilici-Fagenion), Păduri de stejar sau de stejar și carpen sub-atlantice și medio-europene de Carpinion betuli, Păduri aluvionare cu Alnus glutinosa și Fraxinus excelsior (Alno-Padion, Alnion incanae, Salicion albae).
La baza desemnării sitului se află mai multe specii protejate de  mamifere (3): liliac cârn (Barbastella barbastellus), liliac de iaz (Myotis dasycneme), liliac comun (Myotis myotis).
Pe lângă speciile protejate, pe teritoriul sitului au mai fost identificate 4 specii de plante, 8 specii de păsări, 3 specii de amfibieni, 16 specii de mamifere, 5 specii de nevertebrate, 3 specii de reptile.